# کلودیو اسپونتون
کلودیو اسپونتون (انگلیسی: Claudio Spontón؛ زادهٔ ۱۴ سپتامبر ۱۹۶۸) بازیکن فوتبال اهل آرژانتین است.
از باشگاه‌هایی که در آن بازی کرده‌است می‌توان به باشگاه فوتبال ریور پلاته اشاره کرد.